# Ляхович, Сергей Петрович
Серге́й Петро́вич Ляхо́вич (бел. Сяргей Пятровіч Ляховіч; род. 29 мая 1976, Витебск, Белоруссия) — белорусский боксёр-профессионал, выступающий в тяжёлой весовой категории. Участник Олимпийских игр (1996), бронзовый призёр чемпионата мира (1997) в любителях. Среди профессионалов бывший чемпион мира по версии WBO (2006), чемпион Северной Америки по версии NABA (2001), чемпион Белоруссии (1998) в тяжёлом весе.

## Любительская карьера
- Любительский рекорд: 160 боёв, 145 побед — 15 поражений
- Выиграл бронзовую медаль на чемпионате мира 1997 года
- Выступал на Олимпийских играх 1996 года, проиграл тонганцу, Паэа Вольфграму
- На чемпионате Европы 1998 года победил будущего олимпийского чемпиона, британца, Одли Харрисона

## Профессиональная карьера
Дебютировал 25 декабря 1998 года. До 2001 года проводил рейтинговые бои, одержав победу во всех.

### 2001—2004 годы
В 2001 году победил Седрика Филдса. В июле нокаутировал в первом раунде Эда Уайта.

#### Бой с Фрайдеем Ахунаньей
В январе 2001 года состоялся бой двух непобеждённых проспектов — Сергея Ляховича и Фрайдея Ахунаньи. Белорус с небольшим преимуществом переигрывал нигерийца. По окончании боя единогласным решением судей победителем был объявлен Ляхович. Поединок проходил в рамках шоу, организованного телеканалом HBO, главным событием которого был 2-й бой Леннокс Льюис — Хасим Рахман.

#### Бой с Морисом Харрисом
В июне 2002 года Ляхович проиграл нокаутом в 9-м раунде Морису Харрису, и потерпел своё первое поражение. После этого провёл 5 победных поединков.

#### Бой с Домиником Гуинном
В декабре 2004 года Ляхович победил по очкам Доминика Гуинна.

### 2006—2008 годы

#### Чемпионский бой с Леймоном Брюстером
Почти полтора года после победы не выходил на ринг, а в апреле 2006 года Ляхович победил по очкам чемпиона мира в тяжёлом весе по версии WBO Леймона Брюстера. С первого раунда Ляхович осыпал Брюстера градом ударов. и позже в интервью Брюстер заявил, что уже после первого же раунда он не видел правым глазом, и у него было диагностировано отслоение сетчатки глаза. В 7-м раунде Брюстер потряс Сергея, и Ляхович встал на колено, но смог снова выровнять поединок в свою пользу и стал новым чемпионом мира по версии WBO.

#### Бой с Шенноном Бриггсом
В ноябре 2006 года Сергей Ляхович выигрывая поединок по очкам, на последней секунде последнего раунда проиграл нокаутом Шэннону Бриггсу.

#### Претендентский бой с Николаем Валуевым
В феврале 2008 года в отборочном поединке на титул чемпиона мира по версии WBA встретился с бывшим чемпионом мира Николаем Валуевым. Где Валуев доминировал весь поединок, выиграв каждый раунд и в итоге победил единогласным решением судей.

### 2009—2014 годы
Почти 2 года не выходил на ринг и в ноябре 2009 года нокаутировал в 1 раунде Джереми Батерса. В мае 2010 года Сергей нокаутировал в 9-м раунде Эванса Куинна.

#### Бой с Робертом Хелениусом
4 августа 2011 года Ляхович встретился с перспективным финским боксёром Робертом Хелениусом. Бой выдался очень зрелищным и ярким. Первую половину боя была довольна яркая и конкурентная борьба, со множеством ярких эпизодов со стороны что финна, что белоруса, но ко второй половине поединка Ляхович начал уставать и больше пропускать удары. В 8-м раунде Хелениус отправил Сергея Ляховича в нокдаун, а уже в первой половине 9-го раунда обрушил на белоруса сокрушительный град ударов. Только вмешательство судьи спасло белоруса от чистого нокаута, ведь после остановки боя от последних ударов финна Ляхович рухнул на настил. Хелениус ярко и уверенно победил.

#### Бой с Брайантом Дженнингсом
24 марта 2012 года встретился с американским проспектом Брайантом Дженнингсом. Бой начался равно, но со второй половины поединка Дженнингс начал прессинговать белоруса, и в перерыве между 9 и 10 раундом угол белоруса снял своего боксёра.

#### Бой с Деонтеем Уайлдером
9 августа 2013 года встретился с американским проспектом Деонтеем Уайлдером. Бой начался осторожно с разведки с дальней дистанции, но в середине первого раунда Уайлдер провёл удар правой, который прошёл не совсем точно, но заставил Ляховича отойти к канатам. Уже через несколько секунд Деонтей брутально нокаутировал Сергея ещё одним ударом правой. Сергей упал и задёргался в конвульсиях, рефери сразу дал отмашку окончания поединка. Ляхович долго находился на помосте ринга, и даже были вынесены носилки, но, к счастью, они не понадобились — Сергей смог прийти в себя.

#### Бой с Энди Руисом
20 декабря 2014 года встретился с непобеждённым проспектом Энди Руисом (23-0). Руис агрессивно начал бой и в первых двух раундах Ляхович находился на грани поражения, но впоследствии ветерану удалось выравнять ход поединка. По итогам десяти раундов Руис, который продолжал выступать, хоть и не очень эффективно, в роли агрессора, выиграл единогласным решением судей, счёт составил 98-92, 96-94, 99-91, при этом счёт 96-94 наиболее точно отображает происходившее на ринге. Сам Энди Руис объяснил своё блеклое выступление травмой правой руки, которую получил во втором раунде.

### 2017—2019 годы
Почти 3 года не выходил на ринг и 13 октября 2017 года досрочно победил техническим нокаутом в 3-м раунде мексиканца Рамона Оливаса (14-7).
Затем планировался бой в Польше 25 мая 2018 года против поляков Изуагбе Угоноха (17-1, 14 КО) или Марцина Наймана (15-4, 11 КО) — но он не состоялся. И также был запланирован бой 14 сентября 2019 года против американского джорнимена Майка Биссетта (15-12-1, 9 КО) — но и он не состоялся.
7 декабря 2019 года состоялся 10-ти раундовый бой в Канаде, в котором 43-летний Ляхович потерпел досрочное поражение техническим нокаутом в 10-м раунде от 30-летнего опытного канадца Саймона Кина (17-1, 16 КО).

## Статистика профессиональных боёв
В таблице перечислены результаты всех поединков боксёров.
В каждой строке указан результат поединка. Дополнительно номер поединка обозначен цветом, который обозначает итог поединка. Расшифровка обозначений и цветов представлена в нижеследующей таблице.
| Пример | Расшифровка                     |
| ------ | ------------------------------- |
|        | Победа                          |
|        | Ничья                           |
|        | Поражение                       |
|        | Планируемый поединок            |
|        | Поединок признан несостоявшимся |
| КО     | Нокаут                          |
| ТКО    | Технический нокаут              |
| PTS    | Решение судей (по очкам)        |
| UD     | Единогласное решение судей      |
| MD     | Решение большинства судей       |
| SD     | Раздельное решение судей        |
| RTD    | Отказ от продолжения боя        |
| DQ     | Дисквалификация                 |
| NC     | Поединок признан несостоявшимся |

| 36 поединков, 27 побед (17 нокаутом), 9 поражений. | 36 поединков, 27 побед (17 нокаутом), 9 поражений. | 36 поединков, 27 побед (17 нокаутом), 9 поражений. | 36 поединков, 27 побед (17 нокаутом), 9 поражений. | 36 поединков, 27 побед (17 нокаутом), 9 поражений. | 36 поединков, 27 побед (17 нокаутом), 9 поражений. | 36 поединков, 27 побед (17 нокаутом), 9 поражений.                                            | 36 поединков, 27 побед (17 нокаутом), 9 поражений. |
| Результат                                          | Дата                                               | Соперник                                           | Показатели соперника                               | Место боя                                          | Подробности                                        | Комментарии                                                                                   |                                                    |
| -------------------------------------------------- | -------------------------------------------------- | -------------------------------------------------- | -------------------------------------------------- | -------------------------------------------------- | -------------------------------------------------- | --------------------------------------------------------------------------------------------- | -------------------------------------------------- |
| 27-9                                               | 7 ноября 2020                                      | Евгений Романов                                    | 14-0                                               | Академия бокса RCC, Екатеринбург, Россия           | KO 2 (10), 1:48                                    | Бой за титул чемпиона по версии WBO Global (1-я защита Романова) в тяжёлом весе.              |                                                    |
| 27-8                                               | 7 декабря 2019                                     | Саймон Кин                                         | 17-1                                               | Bell Centre, Монреаль, Квебек, Канада              | TKO 10 (10), 2:04                                  | Бой за вакантный титул чемпиона по версии WBC International Silver в тяжёлом весе.            |                                                    |
| 27-7                                               | 13 октября 2017                                    | Рамон Оливас                                       | 14-7                                               | Сьюдад-Обрегон, Мексика                            | TKO 3 (6), 2:30                                    |                                                                                               |                                                    |
| 26-7                                               | 20 декабря 2014                                    | Энди Руис                                          | 23-0                                               | Финикс, США                                        | UD (10)                                            | 92-98, 94-96, 91-99. Бой за титул WBO Inter-Continental.                                      |                                                    |
| 26-6                                               | 22 февраля 2014                                    | Чад Дэвис                                          | 5-11                                               | Финикс, США                                        | UD (8)                                             | 78-74, 79-73, 79-73.                                                                          |                                                    |
| 25-6                                               | 9 августа 2013                                     | Деонтей Уайлдер                                    | 28-0                                               | Индио (Калифорния), США                            | KO 1 (10), 1:43                                    | Бой за титул WBC Continental Americas.                                                        |                                                    |
| 25-5                                               | 24 марта 2012                                      | Брайант Дженнингс                                  | 12-0                                               | Нью-Йорк, США                                      | RTD 9 (10), 3:00                                   |                                                                                               |                                                    |
| 25-4                                               | 27 августа 2011                                    | Роберт Хелениус                                    | 15-0                                               | Хельсинки, Финляндия                               | TKO 9 (12), 0:19                                   | Бой за титулы WBA Inter-Continental и WBO Inter-Continental. Ляхович в нокдауне в 8 раунде.   |                                                    |
| 25-3                                               | 22 мая 2010                                        | Эванс Куинн                                        | 18-3-1                                             | Росток, Германия                                   | KO 9 (10), 0:49                                    | Куинн в стоячем нокдауне в 7 раунде, в нокдауне в 9 раунде.                                   |                                                    |
| 24-3                                               | 7 ноября 2009                                      | Джереми Бейтс                                      | 22-16-1                                            | Нюрнберг, Германия                                 | TKO 1 (8), 2:11                                    |                                                                                               |                                                    |
| 23-3                                               | 16 февраля 2008                                    | Николай Валуев                                     | 47-1                                               | Нюрнберг, Германия                                 | UD (12)                                            | 107-120, 108-120, 108-120. Отборочный бой WBA.                                                |                                                    |
| 23-2                                               | 4 ноября 2006                                      | Шеннон Бриггс                                      | 47-4-1                                             | Финикс, США                                        | TKO 12 (12), 2:59                                  | Потерял титул WBO.                                                                            |                                                    |
| 23-1                                               | 1 апреля 2006                                      | Леймон Брюстер                                     | 33-2                                               | Кливленд, США                                      | UD (12)                                            | 115-113, 115-112, 117-110. Выиграл титул WBO (первый титул чемпиона мира в карьере Ляховича). |                                                    |
| 22-1                                               | 3 декабря 2004                                     | Доминик Гуинн                                      | 25-1                                               | Атлантик-Сити, США                                 | UD (10)                                            | 96-94, 96-94, 97-93.                                                                          |                                                    |
| 21-1                                               | 27 марта 2004                                      | Онибо Максим                                       | 15-21                                              | Литтл-Рок, США                                     | UD (6)                                             |                                                                                               |                                                    |
| 20-1                                               | 9 января 2004                                      | Рон Герреро                                        | 16-8-3                                             | Анкасвилл, США                                     | TKO 1 (8)                                          |                                                                                               |                                                    |
| 19-1                                               | 27 сентября 2003                                   | Джеймс Уолтон                                      | 19-3-2                                             | Нью-Йорк, США                                      | TKO 8 (10), 2:07                                   |                                                                                               |                                                    |
| 18-1                                               | 17 мая 2003                                        | Сионе Асипели                                      | 17-6-2                                             | Питтсбург, США                                     | TKO 5 (10)                                         |                                                                                               |                                                    |
| 17-1                                               | 4 января 2003                                      | Джо Ленхарт                                        | 10-15-3                                            | Вашингтон, США                                     | TKO 9 (10)                                         |                                                                                               |                                                    |
| 16-1                                               | 1 июня 2002                                        | Морис Харрис                                       | 18-12-2                                            | Атлантик-Сити, США                                 | KO 9 (10), 1:31                                    |                                                                                               |                                                    |
| 16-0                                               | 17 ноября 2001                                     | Фрайдей Ахунанья                                   | 16-0                                               | Лас-Вегас, США                                     | UD (12)                                            | 116-112, 118-110, 116-112. Выиграл титул NABA.                                                |                                                    |
| 15-0                                               | 16 июня 2001                                       | Эд Уайт                                            | 11-4                                               | Цинциннати, США                                    | TKO 1                                              |                                                                                               |                                                    |
| 14-0                                               | 14 апреля 2001                                     | Седрик Филдс                                       | 14-12                                              | Нью-Йорк, США                                      | UD (8)                                             | 77-74, 76-74, 76-74. Филдс оштрафован на 2 очка за атаку после гонга в 4 раунде.              |                                                    |
| 13-0                                               | 2 декабря 2000                                     | Деррелл Диксон                                     | 11-2                                               | Лас-Вегас, США                                     | MD (6)                                             | 59-55, 57-57, 59-55.                                                                          |                                                    |
| 12-0                                               | 29 августа 2000                                    | Брэдли Роун                                        | 7-20-3                                             | Гонолулу, США                                      | UD (8)                                             | 80-70, 80-72, 79-73.                                                                          |                                                    |
| 11-0                                               | 12 августа 2000                                    | Трейси Уилсон                                      | 3-4                                                | Лас-Вегас, США                                     | TKO 1 (4)                                          |                                                                                               |                                                    |
| 10-0                                               | 29 июля 2000                                       | Энтони Кёрри                                       | 5-7-1                                              | Финикс, США                                        | KO 1 (6), 1:55                                     |                                                                                               |                                                    |
| 9-0                                                | 28 марта 2000                                      | Эверетт Мартин                                     | 20-36-1                                            | Гонолулу, США                                      | UD (8)                                             | 80-72, 79-73, 79-73.                                                                          |                                                    |
| 8-0                                                | 29 февраля 2000                                    | Трейси Уилсон                                      | 3-3                                                | Лас-Вегас, США                                     | TKO 2 (4), 2:16                                    |                                                                                               |                                                    |
| 7-0                                                | 18 декабря 1999                                    | Доналд Мейкон                                      | 3-1-1                                              | Тьюника, США                                       | TKO 2 (4), 1:42                                    |                                                                                               |                                                    |
| 6-0                                                | 7 декабря 1999                                     | Маршалл Тиллман                                    | 17-14-1                                            | Новый Орлеан, США                                  | KO 4 (4), 0:11                                     |                                                                                               |                                                    |
| 5-0                                                | 4 декабря 1999                                     | Ларри Уилсон                                       | 0-2                                                | Финикс, США                                        | TKO 1 (4), 1:22                                    |                                                                                               |                                                    |
| 4-0                                                | 27 августа 1999                                    | Айзек Пул                                          | 2-17                                               | Майами, США                                        | TKO 2 (4), 2:25                                    |                                                                                               |                                                    |
| 3-0                                                | 17 марта 1999                                      | Сергей Третьяков                                   | 0-2                                                | Санкт-Петербург, Россия                            | TKO 4 (4)                                          |                                                                                               |                                                    |
| 2-0                                                | 30 января 1999                                     | Александр Васильев                                 | 5-5                                                | Борисов, Белоруссия                                | UD (6)                                             | 59-57, 59-56, 59-56.                                                                          |                                                    |
| 1-0                                                | 25 декабря 1998                                    | Игорь Шарапов                                      | 0-4                                                | Минск, Белоруссия                                  | KO 1 (10), 2:12                                    | Выиграл вакантный титул чемпиона Белоруссии                                                   |                                                    |